# 591-es busz
Az 591-es számú autóbusz Pilis, vasútállomás és Újlengyel, autóbusz-forduló között közlekedik. A járatot a MÁV Személyszállítási Zrt. üzemelteti. 2016. október 2-áig 2264-es jelzéssel közlekedett.

## Megállóhelyei
Az átszállási kapcsolatok között az azonos útvonalon, de nyáregyházi kitérővel közlekedő 590-es és 595-ös buszok nincsenek feltüntetve.
| 0  | Újlengyel, autóbusz-forduló végállomás   | 29 | 607, 610               |
| 1  | Újlengyel, Akácfa utca                   | 28 | 607, 610, 611          |
| 2  | Újlengyel, általános iskola              | 27 | 607, 610, 611          |
| 3  | Újlengyel, Rákóczi út                    | 26 | 607, 610, 611          |
| 4  | Újlengyel, Kossuth utca                  | 25 | 607, 610, 611          |
| 5  | Újlengyel, Lakópark                      | 24 | 607, 610, 611          |
| 11 | Nyáregyháza, autóbusz-forduló végállomás | 18 |                        |
| 12 | Nyáregyháza, Csalogány utca              | 17 |                        |
| 13 | Nyáregyháza, Orgona utca                 | 16 |                        |
| 15 | Nyáregyháza, Nyáry Pál utca              | 14 | 586                    |
| 17 | Nyáregyháza, Bem József utca             | 12 |                        |
| 20 | Pilis, Kölcsey Ferenc utca 89.           | 9  |                        |
| 21 | Pilis, Botond utca                       | 8  |                        |
| 23 | Pilis, vasúti átjáró                     | ∫  |                        |
| ∫  | Pilis, városháza                         | 2  |                        |
| 25 | Pilis, vasútállomás végállomás           | 0  | S50 G50 Z50 sebesvonat |

Egyes járatok csak Nyáregyháza, autóbusz-forduló és Pilis, vasútállomás között közlekednek. Hajnalban két járat megállás nélkül közlekedik Pilis, vasútállomástól Újlengyel, autóbusz-fordulóig.